# Kontrola W.
Kontrola W. (Kontrola Władzy) – polska nowofalowa grupa muzyczna, działająca w pierwszej połowie lat 80.

## Historia
Zespół powstał w 1981 w Zduńskiej Woli. Zalążki stworzyli Dariusz Kulda – gitara, wokal (ex-Stress) i Wojtek „Czaruś” Jagielski – perkusja (ex-Stress) na warsztatach muzycznych NZS-u w Stańczykach koło Suwałk. Wraz z Andrzejem Zeńczewskim (grającym później m.in. w zespołach Niepodległość Trójkątów, Daab, T.Love, Szwagierkolaska) przygotowali pierwsze trzy wspólne nagrania. Wkrótce potem powstała Kontrola W. Poza Kuldą i Jagielskim do składu zespołu trafili: Katarzyna K. (siostra Darka) – wokal oraz Wiktor Jakś – gitara basowa.
W 1982 roku grupa wystąpiła w konkursie III Przeglądu Muzyki Młodej Generacji – Jarocin ’82 i otrzymała wyróżnienie, w tym samym roku na trzeciej edycji łódzkiego Przeglądu Łódzkich Grup Rockowych „Rockowisko '82” zajęła drugie miejsce (za Rezerwatem). Jesienią 1982 roku zarejestrowano w studiu Radia Łódź sześć utworów, wydanych po szesnastu latach na CD pt. „Porzucona generacja”.
W 1983 roku po festiwalu „Rock Arena”, na którym występowały wszystkie ówczesne gwiazdy (Republika, Lady Pank, TSA, Lombard), Chris Bohn na łamach liczącego się brytyjskiego pisma muzycznego „New Musical Express” określił Kontrolę W. „najnowocześniejszym i najlepszym zespołem w Polsce”.
We wrześniu 1983 Kontrola W. przestała istnieć po tym, jak członkowie zespołu podjęli studia w Warszawie, Łodzi i Toruniu. Kontynuacją Kontroli W. jest zespół Kosmetyki Mrs. Pinki.

## Muzycy
- Dariusz Kulda – wokal, gitara
- Katarzyna Kulda – wokal
- Wiktor Jakś – gitara basowa
- Wojciech Jagielski – perkusja

## Dyskografia

### Kompilacje
- Porzucona generacja – CD (Pop Noise 1998) – utwory: „Manekiny”, „Bossa Nova”, „Ciągle w ruchu”, „Centrum przemysłu”, „Radioaktywne” i „To będzie koniec"